# Celsiella
A Celsiella a kétéltűek (Amphibia) osztályába, a békák (Anura) rendjébe és az üvegbékafélék (Centrolenidae) családjába tartozó nem. A nem nevét Josefa Celsa Señaris venezuelai herpetológus tiszteletére kapta.

## Elterjedése
A nembe tartozó fajok Venezuela endemikus fajai

## Rendszerezés
A nembe az alábbi 2 faj tartozik:
- Celsiella revocata (Rivero, 1985)
- Celsiella vozmedianoi (Ayarzagüena & Señaris, 1997)